# Amarat Aslan
Amarat Aslan (arab. عمارة أصلان) – wieś w Syrii, w muhafazie Hama. W 2004 roku liczyła 746 mieszkańców.